# 15632 Magee-Sauer
15632 Magee-Sauer (2000 HU70) là một tiểu hành tinh vành đai chính.